# Gymnocalycium mihanovichii
Gymnocalycium mihanovichii (Frič ex Gürke) Britton & Rose è una pianta succulenta della famiglia delle Cactacee, originaria del Sudamerica.

## Descrizione

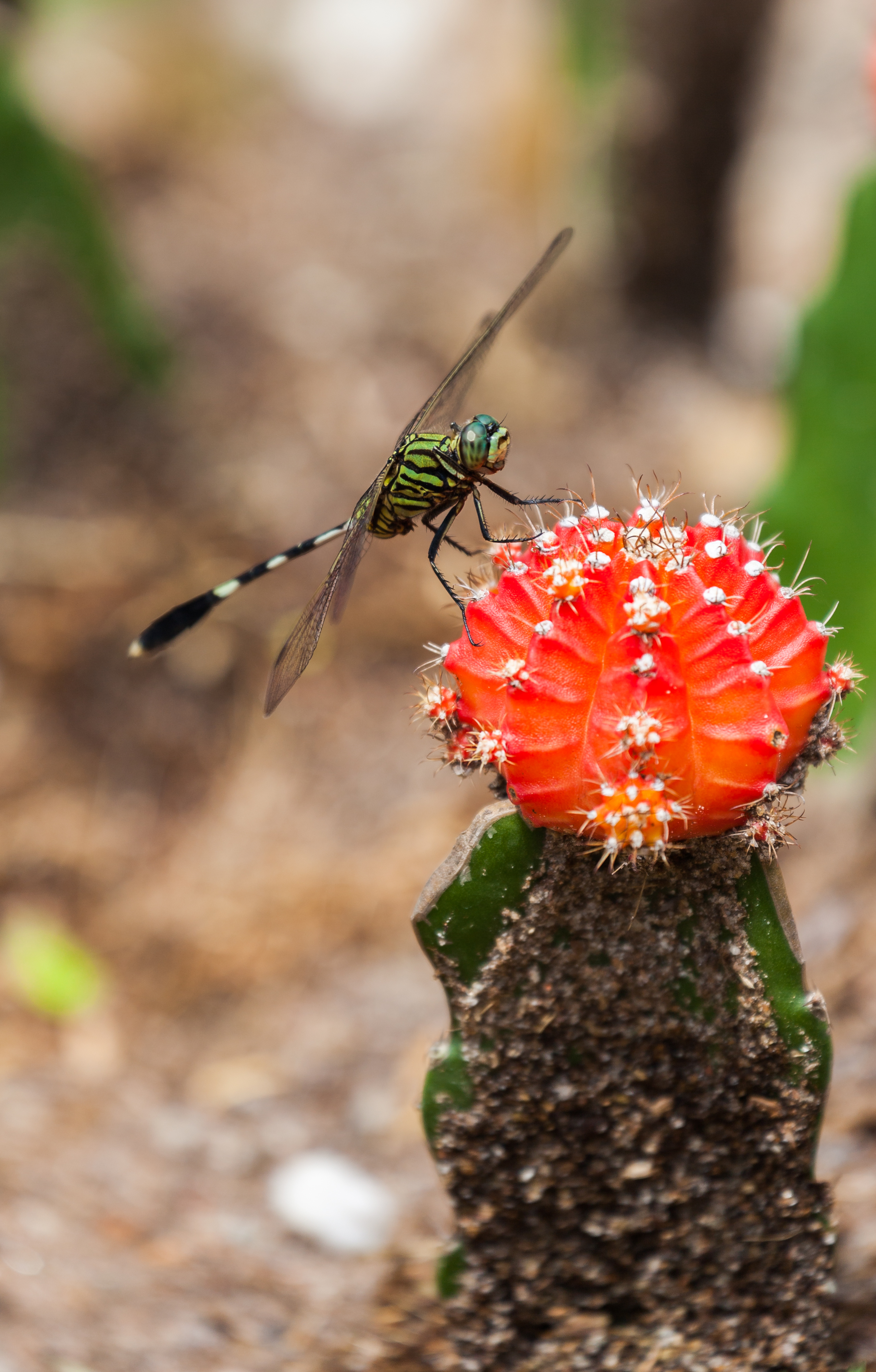
Gymnocalycium mihanowichii Hibotan (e Orthetrum sabina)

È una piccola pianta globulare appartenente al genere Gymnocalycium, il colore va dal verdastro al rossiccio, talvolta quasi bruno intenso.

## Distribuzione e habitat
È originaria del Paraguay e dell'Argentina nord-orientale.

## Coltivazione
La cultivar "Hibotan", presenta una colorazione diversa da quella naturale poiché viene privata di clorofilla e, essendo impossibilitata a vivere su proprie radici è necessario che sia innestata su un'altra cactacea quale, generalmente, Hylocereus sp.
Alcuni esemplari possono essere anche di colore rosso brillante. Tale varietà proviene dai Giapponesi e comprende diverse cultivar.